# Élections législatives de 2024 dans le Loiret
Les élections législatives françaises de 2024 dans le Loiret se déroulent les 30 juin et 7 juillet 2024. Dans le département, six députés sont à élire dans le cadre de six circonscriptions, à la suite de la dissolution de l'Assemblée nationale par Emmanuel Macron.
Le choix de cette dissolution est pris après la défaite de la liste Renaissance aux élections européennes qui ont eu lieu le 9 juin 2024.

## Contexte
| Circonscription | RN      | ENS     | PS - PP | LFI    | LR     |
| --------------- | ------- | ------- | ------- | ------ | ------ |
| Circonscription |         |         |         |        |        |
| 1re             | 25,15 % | 19,49 % | 15,6 %  | 9,75 % | 8,47 % |
| 2e              | 30,54 % | 15,92 % | 13,36 % | 9,66 % | 8,11 % |
| 3e              | 39,59 % | 14,82 % | 10,84 % | 5,85 % | 6,97 % |
| 4e              | 45,55 % | 12,43 % | 8,41 %  | 7,16 % | 6,38 % |
| 5e              | 40,94 % | 14,15 % | 9,93 %  | 7,09 % | 6,96 % |
| 6e              | 29,13 % | 16,45 % | 14,13 % | 9,84 % | 7,44 % |

## Système électoral
Les élections législatives ont lieu au scrutin uninominal majoritaire à deux tours dans des circonscriptions uninominales.
Est élu au premier tour le candidat qui réunit la majorité absolue des suffrages exprimés et un nombre de voix au moins égal au quart des électeurs inscrits dans la circonscription, soit 25 %. Si aucun des candidats ne satisfait ces conditions, un second tour est organisé entre les candidats ayant réuni un nombre de voix au moins égal à un huitième des inscrits, soit 12,5 %. Les deux candidats arrivés en tête du 1er tour se maintiennent néanmoins par défaut si un seul ou aucun d'entre eux n'a atteint ce seuil. Au second tour, le candidat arrivé en tête est déclaré élu,.
Le seuil de qualification basé sur un pourcentage du total des inscrits et non des suffrages exprimés rend plus difficile l'accès au second tour lorsque l'abstention est élevée. Le système permet en revanche l'accès au second tour de plus de deux candidats si plusieurs d'entre eux franchissent le seuil de 12,5 % des inscrits. Les candidats en lice au second tour peuvent ainsi être trois, un cas de figure appelé « triangulaire ». Les second tours où s'affrontent quatre candidats, appelés « quadrangulaire » sont également possibles, mais beaucoup plus rares,.

### Partis et nuances
Les résultats des élections sont publiés en France par le ministère de l'Intérieur, qui classe les partis en leur attribuant des nuances politiques. Ces dernières sont décidées par les préfets, qui les attribuent indifféremment de l'étiquette politique déclarée par les candidats, qui peut être celle d'un parti ou une candidature sans étiquette.
Seuls le Parti communiste français (COM), La France insoumise (FI), le Parti socialiste (SOC), le Parti radical de gauche (RDG), Les Écologistes (VEC), Renaissance (RE), le Mouvement démocrate (MDM), Horizons (HOR), l'Union des démocrates et indépendants (UDI), Les Républicains (LR), le Rassemblement national (RN) et Reconquête (REC) se voient attribuer en 2024 des nuances propres. Les coalitions Ensemble et Nouveau front populaire, ainsi que les candidats de l'alliance LR-Ciotti-RN, en bénéficient également indirectement, les nuances Ensemble ! (Majorité présidentielle) (ENS), Union de la gauche (UG) et Union de l'extrême-droite (UXD) étant attribuables aux candidats bénéficiant respectivement du soutien de deux partis du centre, de deux partis de gauche ou de deux partis d'extrême-droite,.
Tous les autres partis se voient attribuer l'une ou l'autre des nuances suivantes : EXG (extrême gauche), DVG (divers gauche), ECO (écologiste), REG (régionaliste), DVC (divers centre), DVD (divers droite), DSV (droite souverainiste) et EXD (extrême droite). Des partis comme Debout la France ou Lutte ouvrière ne disposent ainsi pas de nuances propres, et leurs résultats nationaux ne sont pas publiés séparément par le ministère, car mélangés avec d'autres partis (respectivement dans les nuances DSV et EXG).

## Élus
| Circonscription | Député sortant   | Parti ou nuance | Parti ou nuance | Groupe | Député élu ou réélu  | Parti ou nuance | Parti ou nuance | Groupe |
| --------------- | ---------------- | --------------- | --------------- | ------ | -------------------- | --------------- | --------------- | ------ |
| 1re             | Stéphanie Rist   |                 | RE              | RE     | Stéphanie Rist       |                 | RE              | EPR    |
| 2e              | Caroline Janvier |                 | RE              | RE     | Emmanuel Duplessy    |                 | G.s             | ÉCO    |
| 3e              | Mathilde Paris   |                 | RN              | RN     | Constance de Pélichy |                 | DVD             | LIOT   |
| 4e              | Thomas Ménagé    |                 | LAF - RN        | RN     | Thomas Ménagé        |                 | LAF - RN        | RN     |
| 5e              | Anthony Brosse   |                 | RE              | RE     | Anthony Brosse       |                 | RE              | EPR    |
| 6e              | Richard Ramos    |                 | MoDem           | DEM    | Richard Ramos        |                 | MoDem           | DEM    |

## Résultats

### Résultats par coalition
| Parti et coalition                          | Parti et coalition                          | Parti et coalition                   | Premier tour | Premier tour | Premier tour | Second tour | Second tour   | Second tour | Total Sièges  | +/-           |  |
| Parti et coalition                          | Parti et coalition                          | Parti et coalition                   | Voix         | %            | Sièges       | Voix        | %             | Sièges      | Total Sièges  | +/-           |  |
| ------------------------------------------- | ------------------------------------------- | ------------------------------------ | ------------ | ------------ | ------------ | ----------- | ------------- | ----------- | ------------- | ------------- |  |
|                                             |                                             | Rassemblement national (RN)          | 92 356       | 30,41        | 0            | 104 596     | 35,81         | 0           | 0             | 1             |  |
|                                             | L'Avenir français (LAF)                     | 23 231                               | 7,65         | 0            | 26 947       | 9,23        | 1             | 1           | en stagnation |               |  |
| Total Rassemblement national et alliés (RN) | Total Rassemblement national et alliés (RN) | 115 587                              | 38,06        | 0            | 131 543      | 45,04       | 1             | 1           | 1             |               |  |
|                                             |                                             | Parti socialiste (PS)                | 31 882       | 10,50        | 0            | Retrait     | Retrait       | Retrait     | 0             | en stagnation |  |
|                                             | La France insoumise (LFI)                   | 18 613                               | 6,13         | 0            | Retrait      | Retrait     | Retrait       | 0           | en stagnation |               |  |
|                                             | Génération.s (G.s)                          | 16 148                               | 5,32         | 0            | 29 934       | 10,25       | 1             | 1           | 1             |               |  |
|                                             | Parti communiste français (PCF)             | 9 889                                | 3,26         | 0            | 16 104       | 5,51        | 0             | 0           | en stagnation |               |  |
| Total Nouveau Front populaire (NFP)         | Total Nouveau Front populaire (NFP)         | 76 532                               | 25,20        | 0            | 46 038       | 15,76       | 1             | 1           | 1             |               |  |
|                                             |                                             | Renaissance (RE)                     | 47 671       | 15,70        | 0            | 58 908      | 20,17         | 2           | 2             | 1             |  |
|                                             | Mouvement démocrate (MoDem)                 | 15 635                               | 5,15         | 0            | 31 737       | 10,87       | 1             | 1           | en stagnation |               |  |
| Total Ensemble pour la République (ENS)     | Total Ensemble pour la République (ENS)     | 63 306                               | 20,85        | 0            | 90 645       | 31,03       | 3             | 3           | 1             |               |  |
|                                             |                                             | Les Républicains (LR)                | 17 120       | 5,64         | 0            |             |               |             | 0             | en stagnation |  |
|                                             | Sans étiquette                              | 15 041                               | 4,95         | 0            | 23 863       | 8,17        | 1             | 1           | Nv            |               |  |
|                                             | Les Centristes - Le Nouveau Centre (LC)     | 3 620                                | 1,19         | 0            |              |             |               | 0           | Nv            |               |  |
| Total Union de la droite et du centre (UDC) | Total Union de la droite et du centre (UDC) | 35 781                               | 11,78        | 0            | 23 863       | 8,17        | 1             | 1           | 1             |               |  |
|                                             | Reconquête (REC)                            | Reconquête (REC)                     | 4 017        | 1,32         | 0            |             |               |             | 0             | en stagnation |  |
|                                             | Lutte ouvrière (LO)                         | Lutte ouvrière (LO)                  | 2 983        | 0,98         | 0            | 0           | en stagnation |             |               |               |  |
|                                             | Verts démocrates (VD)                       | Verts démocrates (VD)                | 1 474        | 0,49         | 0            | 0           | Nv            |             |               |               |  |
|                                             |                                             | Le Mouvement pour les animaux (LMPA) | 1 259        | 0,41         | 0            | 0           | Nv            |             |               |               |  |
| Total Tous unis pour le vivant (TUPV)       | Total Tous unis pour le vivant (TUPV)       | 1 259                                | 0,41         | 0            | 0            | Nv          |               |             |               |               |  |
|                                             | Debout la France (DLF)                      | Debout la France (DLF)               | 595          | 0,20         | 0            | 0           | Nv            |             |               |               |  |
|                                             | Autres partis                               | Autres partis                        | 13           | 0,00         | 0            | 0           | en stagnation |             |               |               |  |
|                                             | Sans étiquette (SE)                         | Sans étiquette (SE)                  | 2 129        | 0,70         | 0            | 0           | en stagnation |             |               |               |  |
|                                             |                                             |                                      |              |              |              |             |               |             |               |               |  |
| Suffrages exprimés                          | Suffrages exprimés                          | Suffrages exprimés                   | 303 676      | 97,64        |              | 292 089     | 93,89         |             |               |               |  |
| Votes blancs                                | Votes blancs                                | Votes blancs                         | 5 259        | 1,69         | 14 499       | 4,66        |               |             |               |               |  |
| Votes nuls                                  | Votes nuls                                  | Votes nuls                           | 2 072        | 0,67         | 4 521        | 1,45        |               |             |               |               |  |
| Total                                       | Total                                       | Total                                | 311 007      | 100          | 0            | 311 109     | 100           | 6           | 6             | en stagnation |  |
| Abstentions                                 | Abstentions                                 | Abstentions                          | 150 112      | 32,55        |              | 150 077     | 32,54         |             |               |               |  |
| Inscrits/Participation                      | Inscrits/Participation                      | Inscrits/Participation               | 461 119      | 67,45        | 461 186      | 67,46       |               |             |               |               |  |

### Résultats par nuance
| Nuance                 | Nuance                   | Nuance                 | Premier tour | Premier tour | Premier tour | Second tour | Second tour   | Second tour | Total Sièges | +/-           |  |
| Nuance                 | Nuance                   | Nuance                 | Voix         | %            | Sièges       | Voix        | %             | Sièges      | Total Sièges | +/-           |  |
| ---------------------- | ------------------------ | ---------------------- | ------------ | ------------ | ------------ | ----------- | ------------- | ----------- | ------------ | ------------- |  |
|                        | Rassemblement national   | RN                     | 115 587      | 38,06        | 0            | 131 543     | 45,04         | 1           | 1            | 1             |  |
|                        | Union de la gauche (NFP) | UG                     | 76 532       | 25,20        | 0            | 46 038      | 15,76         | 1           | 1            | 1             |  |
|                        | Ensemble !               | ENS                    | 63 306       | 20,85        | 0            | 90 645      | 31,03         | 3           | 3            | 1             |  |
|                        | Divers droite            | DVD                    | 19 858       | 6,54         | 0            | 23 863      | 8,17          | 1           | 1            | 1             |  |
|                        | Les Républicains         | LR                     | 12 303       | 4,05         | 0            |             |               |             | 0            | en stagnation |  |
|                        | Reconquête               | REC                    | 4 017        | 1,32         | 0            | 0           | en stagnation |             |              |               |  |
|                        | Divers centre            | DVC                    | 3 620        | 1,19         | 0            | 0           | Nv            |             |              |               |  |
|                        | Extrême gauche           | EXG                    | 2 983        | 0,98         | 0            | 0           | en stagnation |             |              |               |  |
|                        | Divers gauche            | DVG                    | 2 129        | 0,70         | 0            | 0           | en stagnation |             |              |               |  |
|                        | Écologistes              | ECO                    | 1 474        | 0,49         | 0            | 0           | en stagnation |             |              |               |  |
|                        | Divers                   | DIV                    | 1 272        | 0,42         | 0            | 0           | en stagnation |             |              |               |  |
|                        | Droite souverainiste     | DSV                    | 595          | 0,20         | 0            | 0           | en stagnation |             |              |               |  |
|                        |                          |                        |              |              |              |             |               |             |              |               |  |
| Suffrages exprimés     | Suffrages exprimés       | Suffrages exprimés     | 303 676      | 97,64        |              | 292 089     | 93,89         |             |              |               |  |
| Votes blancs           | Votes blancs             | Votes blancs           | 5 259        | 1,69         | 14 499       | 4,66        |               |             |              |               |  |
| Votes nuls             | Votes nuls               | Votes nuls             | 2 072        | 0,67         | 4 521        | 1,45        |               |             |              |               |  |
| Total                  | Total                    | Total                  | 311 007      | 100          | 0            | 311 109     | 100           | 6           | 6            | en stagnation |  |
| Abstentions            | Abstentions              | Abstentions            | 150 112      | 32,55        |              | 150 077     | 32,54         |             |              |               |  |
| Inscrits/Participation | Inscrits/Participation   | Inscrits/Participation | 461 119      | 67,45        | 461 186      | 67,46       |               |             |              |               |  |

### Résultats par circonscription

#### Première circonscription
- Député sortant : Stéphanie Rist (Renaissance)

| Candidat                 | Candidat                 | Parti et coalition       | Nuance                   | Premier tour | Premier tour | Second tour | Second tour |
| Candidat                 | Candidat                 | Parti et coalition       | Nuance                   | Voix         | %            | Voix        | %           |
| ------------------------ | ------------------------ | ------------------------ | ------------------------ | ------------ | ------------ | ----------- | ----------- |
|                          | Stéphanie Rist           | RE (ENS)                 | ENS                      | 16 775       | 31,60        | 34 909      | 67,68       |
|                          | Ghislaine Kounowski      | PS (NFP)                 | UG                       | 16 706       | 31,47        | Retrait     | Retrait     |
|                          | Tiffanie Rabault         | RN                       | RN                       | 14 880       | 28,03        | 16 667      | 32,32       |
|                          | Guillaume Chassang       | LC (UDC)                 | DVC                      | 3 620        | 6,82         |             |             |
|                          | Nicole Maurice           | REC                      | REC                      | 659          | 1,24         |             |             |
|                          | Claude Trepka            | LO                       | EXG                      | 439          | 0,83         |             |             |
|                          |                          |                          |                          |              |              |             |             |
| Suffrages exprimés       | Suffrages exprimés       | Suffrages exprimés       | Suffrages exprimés       | 53 079       | 98,00        | 51 576      | 95,22       |
| Votes blancs             | Votes blancs             | Votes blancs             | Votes blancs             | 803          | 1,48         | 1 972       | 3,64        |
| Votes nuls               | Votes nuls               | Votes nuls               | Votes nuls               | 282          | 0,52         | 617         | 1,14        |
| Total                    | Total                    | Total                    | Total                    | 54 164       | 100          | 54 165      | 100         |
| Abstention               | Abstention               | Abstention               | Abstention               | 24 145       | 30,83        | 24 117      | 30,81       |
| Inscrits / participation | Inscrits / participation | Inscrits / participation | Inscrits / participation | 78 309       | 69,17        | 78 282      | 69,19       |

#### Deuxième circonscription
- Députée sortante : Caroline Janvier (Renaissance)

| Candidat                 | Candidat                 | Parti et coalition       | Nuance                   | Premier tour | Premier tour | Second tour | Second tour |
| Candidat                 | Candidat                 | Parti et coalition       | Nuance                   | Voix         | %            | Voix        | %           |
| ------------------------ | ------------------------ | ------------------------ | ------------------------ | ------------ | ------------ | ----------- | ----------- |
|                          | Élodie Babin             | RN                       | RN                       | 18 957       | 32,91        | 23 375      | 43,85       |
|                          | Emmanuel Duplessy        | G.s (NFP)                | UG                       | 16 148       | 28,03        | 29 934      | 56,15       |
|                          | Caroline Janvier         | RE (ENS)                 | ENS                      | 13 263       | 23,03        | Retrait     | Retrait     |
|                          | Cyril Colas              | LR (UDC)                 | LR                       | 4 527        | 7,86         |             |             |
|                          | Yann Chaillou            | SE                       | DVG                      | 1 951        | 3,39         |             |             |
|                          | Bruno Carrani            | VD - UDI                 | ECO                      | 1 474        | 2,56         |             |             |
|                          | Marie-Odile Duvillard    | REC                      | REC                      | 716          | 1,24         |             |             |
|                          | Farida Megdoud           | LO                       | EXG                      | 388          | 0,67         |             |             |
|                          | Ahmed Aachboun           | SE                       | DVG                      | 178          | 0,31         |             |             |
|                          |                          |                          |                          |              |              |             |             |
| Suffrages exprimés       | Suffrages exprimés       | Suffrages exprimés       | Suffrages exprimés       | 57 602       | 97,90        | 53 309      | 90,50       |
| Votes blancs             | Votes blancs             | Votes blancs             | Votes blancs             | 836          | 1,42         | 4 330       | 7,35        |
| Votes nuls               | Votes nuls               | Votes nuls               | Votes nuls               | 398          | 0,68         | 1 264       | 2,15        |
| Total                    | Total                    | Total                    | Total                    | 58 836       | 100          | 58 903      | 100         |
| Abstention               | Abstention               | Abstention               | Abstention               | 29 765       | 33,59        | 29 720      | 33,54       |
| Inscrits / participation | Inscrits / participation | Inscrits / participation | Inscrits / participation | 88 601       | 66,41        | 88 623      | 66,46       |

#### Troisième circonscription
- Députée sortante : Mathilde Paris (Rassemblement national)

| Candidat                 | Candidat                 | Parti et coalition       | Nuance                   | Premier tour | Premier tour | Second tour | Second tour |
| Candidat                 | Candidat                 | Parti et coalition       | Nuance                   | Voix         | %            | Voix        | %           |
| ------------------------ | ------------------------ | ------------------------ | ------------------------ | ------------ | ------------ | ----------- | ----------- |
|                          | Mathilde Paris           | RN                       | RN                       | 21 373       | 45,53        | 22 827      | 48,89       |
|                          | Constance de Pélichy,    | SE (UDC)                 | DVD                      | 15 041       | 32,04        | 23 863      | 51,11       |
|                          | Clément Verde            | LFI (NFP)                | UG                       | 9 089        | 19,36        | Retrait     | Retrait     |
|                          | Thomas Maurice           | REC                      | REC                      | 792          | 1,69         |             |             |
|                          | Michel Naulin            | LO                       | EXG                      | 648          | 1,38         |             |             |
|                          |                          |                          |                          |              |              |             |             |
| Suffrages exprimés       | Suffrages exprimés       | Suffrages exprimés       | Suffrages exprimés       | 46 943       | 97,13        | 46 690      | 96,03       |
| Votes blancs             | Votes blancs             | Votes blancs             | Votes blancs             | 1 005        | 2,08         | 1 427       | 2,94        |
| Votes nuls               | Votes nuls               | Votes nuls               | Votes nuls               | 382          | 0,79         | 501         | 1,03        |
| Total                    | Total                    | Total                    | Total                    | 48 330       | 100          | 48 618      | 100         |
| Abstention               | Abstention               | Abstention               | Abstention               | 22 115       | 31,39        | 21 841      | 31,00       |
| Inscrits / participation | Inscrits / participation | Inscrits / participation | Inscrits / participation | 70 445       | 68,61        | 70 459      | 69,00       |

#### Quatrième circonscription
- Député sortant : Thomas Ménagé (L'Avenir français - Rassemblement national)

| Candidat                 | Candidat                 | Parti et coalition       | Nuance                   | Premier tour | Premier tour | Second tour | Second tour |
| Candidat                 | Candidat                 | Parti et coalition       | Nuance                   | Voix         | %            | Voix        | %           |
| ------------------------ | ------------------------ | ------------------------ | ------------------------ | ------------ | ------------ | ----------- | ----------- |
|                          | Thomas Ménagé            | LAF (RN)                 | RN                       | 23 231       | 49,65        | 26 947      | 62,59       |
|                          | Bruno Nottin             | PCF (NFP)                | UG                       | 9 889        | 21,14        | 16 104      | 37,41       |
|                          | Mélusine Harlé           | RE (ENS)                 | ENS                      | 7 029        | 15,02        |             |             |
|                          | Ariel Lévy               | LR (UDC)                 | LR                       | 5 537        | 11,83        |             |             |
|                          | Dominique Clergue        | LO                       | EXG                      | 551          | 1,18         |             |             |
|                          | Georges Loubert          | REC                      | REC                      | 535          | 1,14         |             |             |
|                          | Françoise Roche          | PR                       | DIV                      | 13           | 0,03         |             |             |
|                          |                          |                          |                          |              |              |             |             |
| Suffrages exprimés       | Suffrages exprimés       | Suffrages exprimés       | Suffrages exprimés       | 46 785       | 97,38        | 43 051      | 90,60       |
| Votes blancs             | Votes blancs             | Votes blancs             | Votes blancs             | 955          | 1,99         | 3 419       | 7,20        |
| Votes nuls               | Votes nuls               | Votes nuls               | Votes nuls               | 305          | 0,63         | 1 047       | 2,20        |
| Total                    | Total                    | Total                    | Total                    | 48 045       | 100          | 47 517      | 100         |
| Abstention               | Abstention               | Abstention               | Abstention               | 26 054       | 35,16        | 26 596      | 35,89       |
| Inscrits / participation | Inscrits / participation | Inscrits / participation | Inscrits / participation | 74 099       | 64,84        | 74 113      | 64,11       |

#### Cinquième circonscription
- Député sortant : Anthony Brosse (Renaissance)

| Candidat                 | Candidat                 | Parti et coalition       | Nuance                   | Premier tour | Premier tour | Second tour | Second tour |
| Candidat                 | Candidat                 | Parti et coalition       | Nuance                   | Voix         | %            | Voix        | %           |
| ------------------------ | ------------------------ | ------------------------ | ------------------------ | ------------ | ------------ | ----------- | ----------- |
|                          | Jean-Lin Lacapelle       | RN                       | RN                       | 20 893       | 43,37        | 23 335      | 49,30       |
|                          | Anthony Brosse           | RE (ENS)                 | ENS                      | 10 604       | 22,01        | 23 999      | 50,70       |
|                          | Anne-Laure Boutet        | LFI (NFP)                | UG                       | 9 524        | 19,77        | Retrait     | Retrait     |
|                          | Benjamin Quelin          | LR (UDC)                 | DVD                      | 4 817        | 10,00        |             |             |
|                          | Christine Biardeau       | LMPA (TUPV)              | DIV                      | 1 259        | 2,61         |             |             |
|                          | Martine Robert           | REC                      | REC                      | 651          | 1,35         |             |             |
|                          | Céline Sottejeau         | LO                       | EXG                      | 429          | 0,89         |             |             |
|                          |                          |                          |                          |              |              |             |             |
| Suffrages exprimés       | Suffrages exprimés       | Suffrages exprimés       | Suffrages exprimés       | 48 177       | 97,65        | 47 334      | 95,49       |
| Votes blancs             | Votes blancs             | Votes blancs             | Votes blancs             | 793          | 1,61         | 1 675       | 3,38        |
| Votes nuls               | Votes nuls               | Votes nuls               | Votes nuls               | 365          | 0,74         | 562         | 1,13        |
| Total                    | Total                    | Total                    | Total                    | 49 335       | 100          | 49 571      | 100         |
| Abstention               | Abstention               | Abstention               | Abstention               | 24 246       | 32,95        | 24 034      | 32,65       |
| Inscrits / participation | Inscrits / participation | Inscrits / participation | Inscrits / participation | 73 581       | 67,05        | 73 605      | 67,35       |

#### Sixième circonscription
- Député sortant : Richard Ramos (MoDem)

| Candidat                 | Candidat                 | Parti et coalition       | Nuance                   | Premier tour | Premier tour | Second tour | Second tour |
| Candidat                 | Candidat                 | Parti et coalition       | Nuance                   | Voix         | %            | Voix        | %           |
| ------------------------ | ------------------------ | ------------------------ | ------------------------ | ------------ | ------------ | ----------- | ----------- |
|                          | Anthony Zeller           | RN                       | RN                       | 16 253       | 31,81        | 18 392      | 36,69       |
|                          | Richard Ramos            | MoDem (ENS)              | ENS                      | 15 635       | 30,60        | 31 737      | 63,31       |
|                          | Christophe Lavialle      | PS (NFP)                 | UG                       | 15 176       | 29,70        | Retrait     | Retrait     |
|                          | Jean-Luc Poisson         | LR (UDC)                 | LR                       | 2 239        | 4,38         |             |             |
|                          | Isabelle Lamarque        | REC                      | REC                      | 664          | 1,30         |             |             |
|                          | Annie Berthault-Korzhyk  | DLF                      | DSV                      | 595          | 1,16         |             |             |
|                          | David Choquel            | LO                       | EXG                      | 528          | 1,03         |             |             |
|                          |                          |                          |                          |              |              |             |             |
| Suffrages exprimés       | Suffrages exprimés       | Suffrages exprimés       | Suffrages exprimés       | 51 090       | 97,69        | 50 129      | 95,78       |
| Votes blancs             | Votes blancs             | Votes blancs             | Votes blancs             | 867          | 1,66         | 1 676       | 3,20        |
| Votes nuls               | Votes nuls               | Votes nuls               | Votes nuls               | 340          | 0,65         | 530         | 1,01        |
| Total                    | Total                    | Total                    | Total                    | 52 297       | 100          | 52 335      | 100         |
| Abstention               | Abstention               | Abstention               | Abstention               | 23 787       | 31,26        | 23 769      | 31,23       |
| Inscrits / participation | Inscrits / participation | Inscrits / participation | Inscrits / participation | 76 084       | 68,74        | 76 104      | 68,77       |